# Charles Gayle

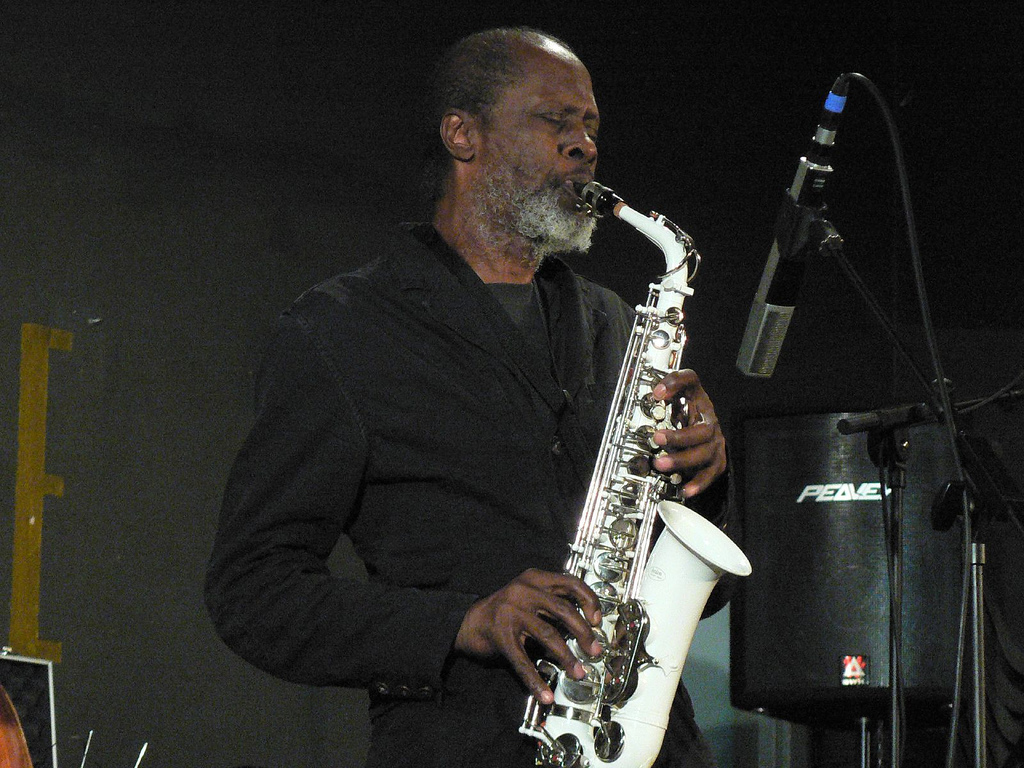
Charles Gayle, 2007

Charles Gayle (* 28. Februar 1939 in Buffalo, New York; † 5. September 2023 in New York City, New York) war ein amerikanischer Tenorsaxophonist, Pianist und Bassklarinettist des Free Jazz.
Gayle war bekannt für seinen einzigartigen Saxophonstil und seine improvisatorische Fähigkeit; seine Musik ist geprägt von einer intensiven und expressiven Spielweise, die sowohl kraftvoll als auch emotional ist.

## Leben und Wirken

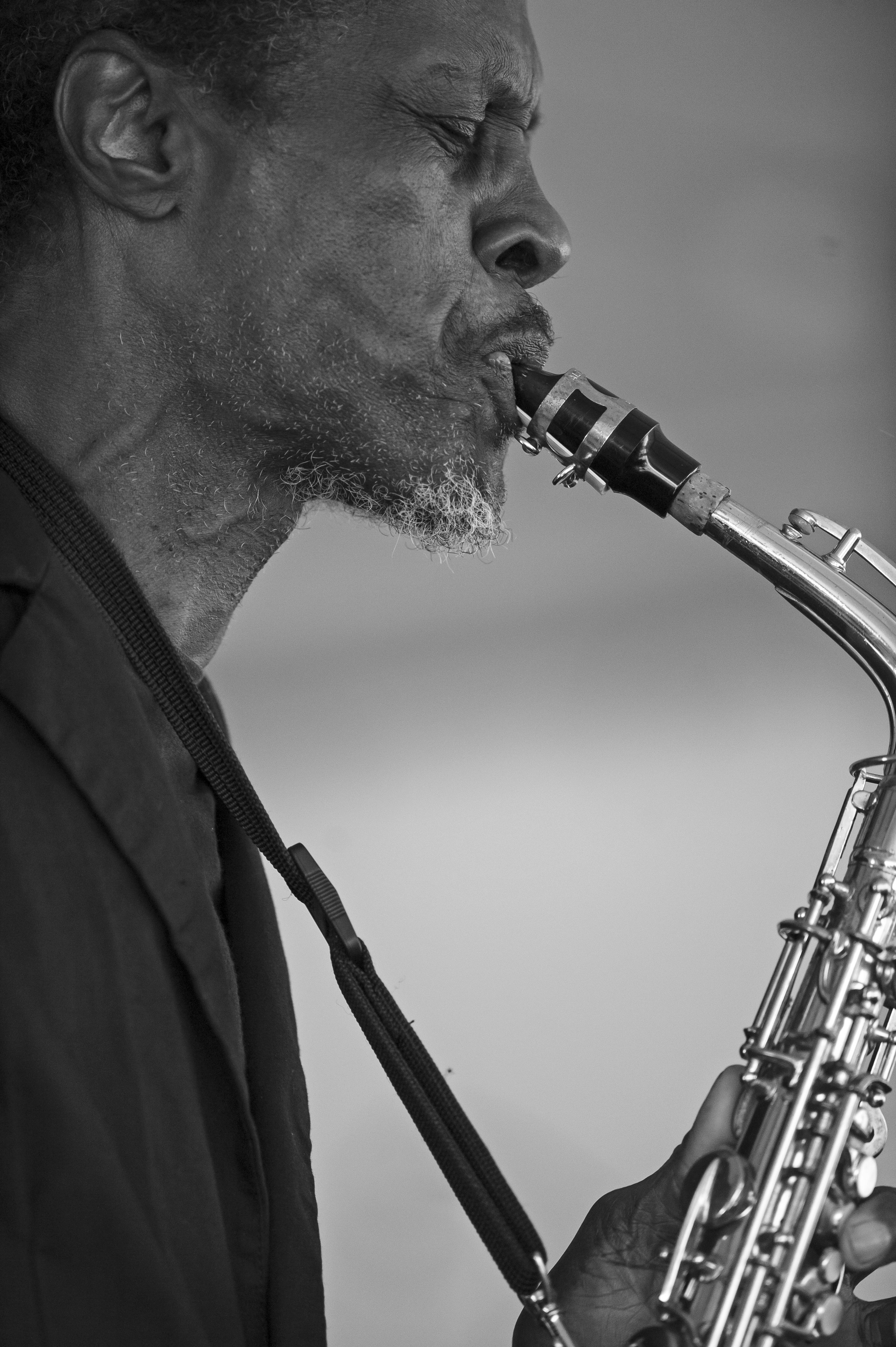
Charles Gayle, 2009

Gayle erhielt als Kind Klavierunterricht und brachte sich später autodidaktisch das Saxophonspiel bei. Ende der 1950er-Jahre begann er in seinem Heimatort mit den lokalen und durchreisenden Musikern zu spielen. Bei gelegentlichen Ausflügen nach New York City jammte er mit Archie Shepp und mit Pharoah Sanders. Der Saxophonist war seit seiner Übersiedlung nach New York City (1972) obdachlos und schlug sich bis Mitte der 1980er als Straßenmusiker mit kompromisslos ekstatisch-freiem Spiel durch. Peter Kowald hörte ihn 1984 an einer Ecke, vermittelte ihm das erste Engagement und einen Auftritt beim „Sound Unity Festival“, wo Gayle auch im Film Rising Tones Cross von Ebba Jahn auftrat. Anschließend veranstaltete Kowald eine Tour mit ihm durch europäische Jazzclubs. Da kam es zur Zusammenarbeit mit Sven-Åke Johansson und dem Bassisten Torsten Müller.
Nach seiner Rückkehr in die Vereinigten Staaten konnte Gayle 1988 ein erstes Album mit Sirone und John Tchicai einspielen (Always Born); 1991 wurde er zum Total Music Meeting eingeladen. Erst die anschließende Promotion durch die Knitting Factory und die dort veröffentlichte Platte Repent (1992) führten zum Durchbruch. Es folgten Alben wie Touchin’ on Trane mit Rashied Ali und William Parker, sowie Kingdom Come (1994) mit Sunny Murray und Parker, sowie weitere als Solopianist. Gayle spielte auch Aufnahmen mit Milford Graves, Andrew Cyrille, Reggie Workman, Billy Bang und Cecil Taylor ein und würdigte bei dem Frankfurter Gedächtniskonzert für Peter Kowald seinen ersten Förderer. Dem „Reclam Jazzlexikon“ zufolge trat er seit 1999 teilweise als Comedian auf und orientierte dann sein Spiel stärker an Blues und Gospel. Nach seiner Kunstfigur „Streets“, als die er mit Clownsschminke und zerlumpter Kleidung pantomimisch auftrat, benannte er 2012 sogar ein Album.
Gayles Spiel widmete der Dichter Steve Dalachinsky (1946–2019) 2006 ein ganzes Buch, das unter dem Titel The Final Nite & Other Poems: Complete Notes from a Charles Gayle Notebook 1987–2006 erschien und mit dem PEN Oakland / Josephine Miles Literary Award ausgezeichnet wurde. Im Jahr 2014 wurde Gayle mit einem Preis für sein Lebenswerk vom Vision Festival geehrt.
Er verstarb am 5. September 2023 in New York City im Alter von 84 Jahren.

## Diskografie

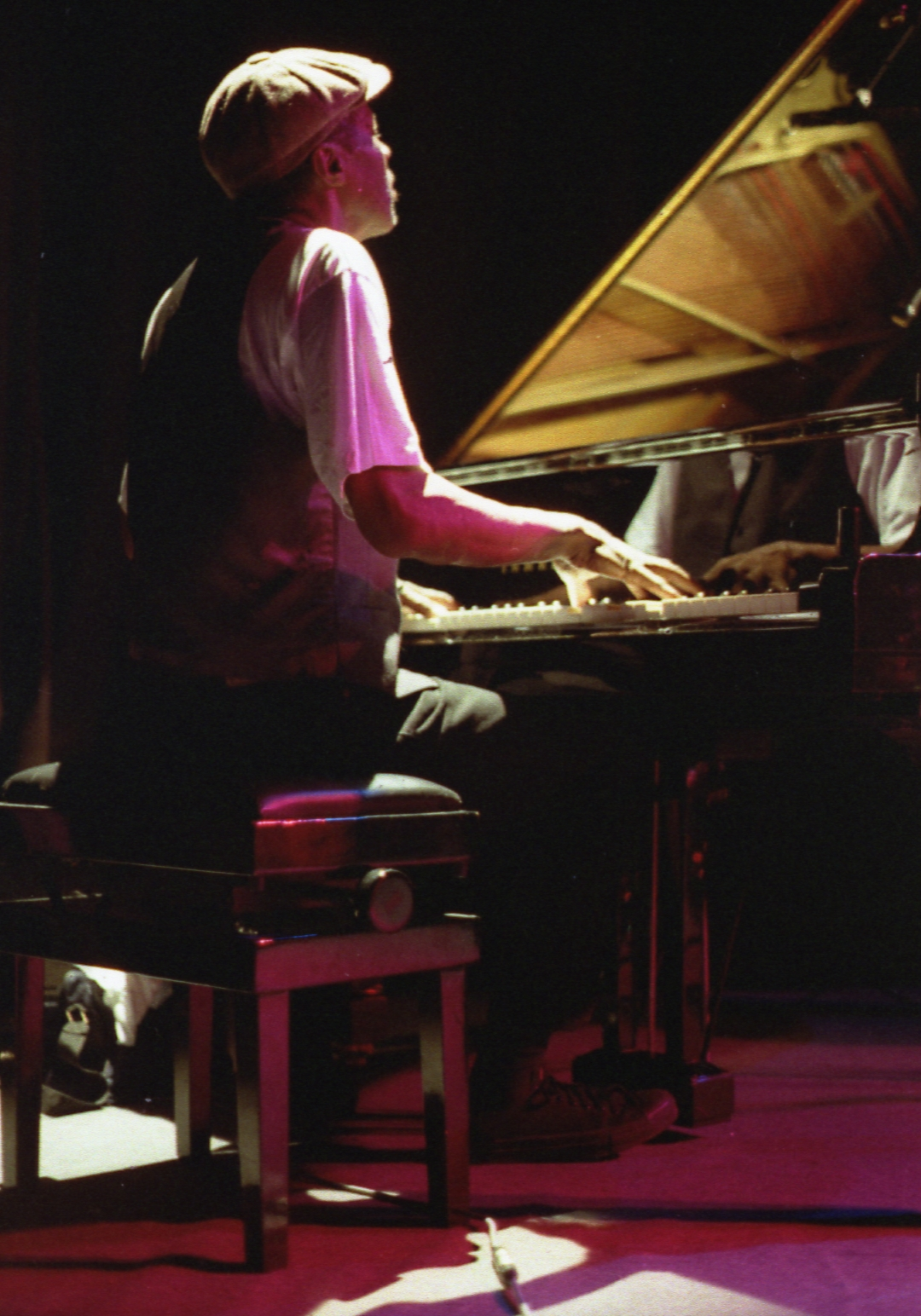
Charles Gayle am Piano, Paris, 1994

## Lexigraphische Einträge
- Martin Kunzler: Jazz-Lexikon. Band 1: A–L (= rororo-Sachbuch. Bd. 16512). 2. Auflage. Rowohlt, Reinbek bei Hamburg 2004, ISBN 3-499-16512-0.
- Wolf Kampmann (Hrsg.), unter Mitarbeit von Ekkehard Jost: Reclams Jazzlexikon. Reclam, Stuttgart 2003, ISBN 3-15-010528-5.